# Henry Bonello
Henry Bonello (* 13. října 1988, Malta) je maltský fotbalový brankář a reprezentant, který v současné době působí v maltském klubu Hibernians.

## Klubová kariéra
Henry Bonello začal svou kariéru v maltském klubu Sliema Wanderers. V sezoně 2009/10 hostoval v jiném maltském celku Vittoriosa Stars. V létě 2014 odešel na další hostování do Hibernians.

## Reprezentační kariéra
V A-mužstvu Malty debutoval 29. února 2012 pod trenérem Robertem Gattem v přátelském zápase proti Lichtenštejnsku (výhra 2:1). Odchytal první poločas.